# Comité Slachtoffers en Nabestaanden van Politiek Geweld
Het Comité Slachtoffers en Nabestaanden van Politiek Geweld is een Surinaamse organisatie die zich richt op de vertegenwoordiging van actoren en nabestaanden tijdens de Decembermoorden (1982) en de Binnenlandse Oorlog (1986-1992). Het is gevestigd in Hanna's Lust, Wanica, net ten zuiden van Paramaribo.

## Achtergrond
De organisatie werd in 2016 opgericht met Humphry Jeroe als voorzitter. Andere bestuurleden waren bij de oprichting Dew Baboeram (pseudoniem Sandew Hira), Jona Gunther, Waldo Jameson, Moejinga Linga, Remi Martopawiro, Eddy Weewee en Simone Weewee. Volgens de bestuursleden zijn zij zelf slachtoffer van politiek geweld. Jameson en Martopawiro zijn dat als oorlogsveteranen uit de Binnenlandse Oorlog en ook Jona Gunther vocht toen mee als deelnemer aan de inheemse militie Tucajana Amazones.
Het comité beoogt het leed van alle nabestaanden met elkaar te verbinden, zowel van de daders als de slachtoffers van politiek geweld, waardoor het verleden mensen niet van elkaar scheidt maar met elkaar verbindt.

## Omstreden
Het comité is volgens meerdere partijen omstreden. Doordat het tegen de voortzetting van het Decembermoorden-proces is, installeerde bisschop Karel Choennie in 2017 een eigen adviescommissie, om hem te kunnen bijstaan bij zijn hulp aan president Desi Bouterse om te "bouwen aan een vreedzamer Suriname na het proces.” Daarnaast is er kritiek van Sunil Oemrawsingh, een neef van de vermoorde Sugrim Oemrawsingh en voorzitter van de Stichting 8 december 1982. Volgens Oemrawsingh strooit het comité slachtoffers van de Decembermoorden zout in de wonden. Kritiek uit andere hoek kwam van Ronnie Brunswijk, oud-leider van het Junglecommando (JC) en voorzitter van de ABOP, omdat het comité onterecht de dood van Barabas bij het JC zou hebben gelegd. Volgens Brunswijk zou het comité feiten verdraaien.
Op 8 december 2016 werd voor het eerst een krans gelegd, los van de officiële ceremonie. In 2017 gebeurde dat opnieuw, nadat eerst een krans was gelegd door de grootste groep nabestaanden. De aanwezigheid van het comité wordt gezien als een provocatie. In 2017 werd het comité de toegang tot het Bastion Veere geweigerd, de plek waar in 1982 vijftien tegenstanders van het regime van Bouterse in koelen bloede werden vermoord.